# Pilea subcoriacea
Pilea subcoriacea là loài thực vật có hoa trong họ Tầm ma. Loài này được (Hand.-Mazz.) C.J. Chen miêu tả khoa học đầu tiên năm 1982.